# Diaspidiotus eurotiae
Diaspidiotus eurotiae är en insektsart som först beskrevs av Bazarov 1967.  Diaspidiotus eurotiae ingår i släktet Diaspidiotus och familjen pansarsköldlöss. Inga underarter finns listade i Catalogue of Life.